# Gloria González Aseguinolaza
Gloria González Aseguinolaza (Irún, Guipúzcoa, 13 de agosto de 1968)es una bióloga española, investigadora del Centro de Investigación Médica Aplicada (CIMA) que ha diseñado un método de terapia génica para tratar la enfermedad de Wilson. Trabajó en la búsqueda de nuevas vacunas y tratamientos frente a la malaria, posteriormente dirigió el laboratorio de Terapia Génica de Hepatitis virales.

## Biografía
Gloria González-Aseguinolaza nació en la localidad guipuzcoana de Irún. Su padres, Antonio González y María Gloria Aseguinolaza, se trasladaron en 1980 a Fuenterrabía, junto con sus tres hijos: Gloria, María Jesús y José Ignacio.Gloria se graduó en Ciencias Biológicas por la Universidad del País Vasco en 1991. En 1997 se doctoró por la Universidad Autónoma de Madrid tras realizar su tesis doctoral en la búsqueda de nuevas vacunas frente a la Leishmaniosis. 
En 1998 inició su etapa postdoctoral en la Universidad de Nueva York con la finalidad de desarrollar diferentes tratamientos para la malaria. En el 2001 volvió a España para trabajar en el CIMA como investigadora gracias a un Contrato Ramón y Cajal, incorporándose en el laboratorio de terapia génica de hepatitis virales como investigadora principal.
En el CIMA ha sido: Directora del Departamento de Terapia Génica (2014-2019); Directora del Programa de Terapia Génica y Regulación de la Expresión Génica (2018-2022); Subdirectora del CIMA (2018-2022); Directora de Innovación y Transferencia (2022-2023); Directora del Programa de Terapia Génica para enfermedades raras (2023).
Esta casada con Rafael Aldabe. El matrimonio tiene tres hijos: Nerea, Iratxe y Unai Aldabe González.

## Actividad docente e investigadora

### Docencia
Ha dirigido dieciséis tesis doctorales y más de veinte trabajos de fin de grado y máster. Asimismo, ha sido profesora en másteres de la Universidad Francisco de Victoria, Universidad de Santiago de Compostela y Universidad de Zaragoza.

### Investigación
Ha participado en la publicación de más de 150 artículos científicos en revistas internacionales.
Ha presentado más de cien comunicaciones en congresos nacionales e internacionales relacionados con su especialidad.
Cofundadora de la compañía Vivet Therapeutics y Directora científica

## Reconocimientos
En su trayectoria profesional ha recibido varios reconocimientos, entre los cuales cabe destacar.
- Obtención de la mención I3 a la excelencia investigadora otorgada por el Ministerio de Investigación y ciencia.
- Coordinación del proyecto europeo del Horizonte 2020 AIPGENE gracias al cual se realizó el primer ensayo clínico de terapia génica para una enfermedad hereditaria metabólica hepática.
- Presidenta y miembro de la Sociedad Española de terapia Génica (2019-2021).
- Premio Especial en Ciencias de la Sociedad Rosalind Franklin (2024).[1]
- Insignia de Oro de Fuenterrabía (2024).[1]

## Innovación
La innovación ha estado presente en su recorrido profesional y personal participando en diferentes iniciativas como las siguientes:
- Cofundadora y directora científica de la empresa Vivet therapeutics.[5]
- Formó parte del diseño del método VTX801, vector viral que corrige el origen y revierte los síntomas de la enfermedad de Wilson .[6]
- Coordinadora del área de terapias avanzadas e innovación diagnóstica del Instituto de Investigación Sanitaria de Navarra.[7]
- Participa en la Asociación Innovactoras como referente en el área médica desarrollando tratamientos para las enfermedades raras como la enfermedad de Wilson.[8]